# Papirus Oxyrhynchus 14
Papirus Oxyrhynchus 14 oznaczany jako P.Oxy.I 14 – fragment poematu eligijnego nieznanego autora napisanego w języku greckim. Papirus ten został odkryty przez Bernarda Grenfella i Arthura Hunta w 1897 roku w Oksyrynchos. Fragment jest datowany na II lub III wiek n.e. Przechowywany jest w bibliotece Uniwersytetu Edynburskiego. Tekst został opublikowany przez Grenfella i Hunta w 1898 roku.
Manuskrypt został napisany na papirusie, prawdopodobnie w formie zwoju. Rozmiary zachowanego fragmentu wynoszą 18,5 na 7,2 cm. Tekst jest napisany w sposób jasny prostym pismem uncjalnym. Posiada bardzo głębokie marginesy na 7,8 cm, które prawdopodobnie zostały przeznaczone na scholia. Poemat ten odnosi się do znanych fragmentów Iliady.